# Tournoi d'ouverture du championnat de Colombie de football 2009
Navigation
Tournoi précédene Tournoi suivant
Le tournoi d'ouverture de la saison 2009 du Championnat de Colombie de football est le premier tournoi de la soixante-deuxième édition du championnat de première division professionnelle en Colombie. 
Les dix-huit meilleures équipes du pays disputent le championnat semestriel qui se déroule en deux phases :
- lors de la phase régulière, les équipes s'affrontent une fois plus une rencontre face à une formation du même secteur géographique.
- les huit premiers du classement disputent la phase finale (deux poules de quatre équipes), dont les deux vainqueurs se rencontrent lors de la finale nationale pour le titre.

C'est le club d'Once Caldas qui remporte la compétition, après avoir battu en finale l'América de Cali. C'est le troisième titre de champion de l'histoire du club, le premier depuis le Tournoi d'ouverture 2003.

## Qualifications continentales
Le vainqueur du tournoi Ouverture se qualifie pour la phase de groupes de la prochaine édition de la Copa Libertadores. 

## Les clubs participants
| - Independiente Santa Fe - CD Los Millonarios - Envigado FC - Deportes Tolima - Once Caldas - Independiente Medellin - Boyacá Chicó - Deportivo Pasto - Deportes Quindio | - Atlético Nacional - Atlético Huila - América de Cali - Real Cartagena - Promu de Copa Premier - Deportivo Pereira - Cucuta Deportivo - Deportivo Cali - Atlético Junior - CD La Equidad |

## Compétition
Le barème utilisé pour établir l'ensemble des classements est le suivant :
- Victoire : 3 points
- Match nul : 1 point
- Défaite : 0 point

### Phase régulière
| Rang | Équipe                 | Pts | J  | G  | N | P  | Bp | Bc | Diff |
| ---- | ---------------------- | --- | -- | -- | - | -- | -- | -- | ---- |
| 1    | Deportes Tolima        | 32  | 18 | 10 | 2 | 6  | 21 | 16 | +5   |
| 2    | Atlético Junior        | 31  | 18 | 9  | 4 | 5  | 30 | 18 | +12  |
| 3    | Cúcuta Deportivo       | 31  | 18 | 9  | 4 | 5  | 16 | 14 | +2   |
| 4    | Boyacá Chicó           | 30  | 18 | 8  | 6 | 4  | 24 | 22 | +2   |
| 5    | Deportivo Cali         | 29  | 18 | 8  | 5 | 5  | 23 | 17 | +6   |
| 6    | CD La Equidad          | 29  | 18 | 8  | 5 | 5  | 20 | 18 | +2   |
| 7    | Envigado FC            | 29  | 18 | 8  | 5 | 5  | 22 | 24 | -2   |
| 8    | Once Caldas            | 28  | 18 | 7  | 7 | 4  | 23 | 14 | +9   |
| 9    | Deportes Quindío       | 25  | 18 | 7  | 4 | 7  | 23 | 23 | 0    |
| 10   | Real CartagenaP        | 25  | 18 | 7  | 4 | 7  | 23 | 24 | -1   |
| 11   | América de CaliT       | 24  | 18 | 7  | 3 | 8  | 24 | 21 | +3   |
| 12   | Deportivo Pereira      | 24  | 18 | 7  | 3 | 8  | 26 | 25 | +1   |
| 13   | Atlético Huila         | 24  | 18 | 7  | 3 | 8  | 21 | 26 | -5   |
| 14   | Independiente Santa Fe | 21  | 18 | 5  | 6 | 7  | 20 | 25 | -5   |
| 15   | CD Los Millonarios     | 17  | 18 | 3  | 8 | 7  | 16 | 20 | -4   |
| 16   | Deportivo Pasto        | 17  | 18 | 4  | 5 | 9  | 12 | 17 | -5   |
| 17   | Atlético Nacional      | 16  | 18 | 3  | 7 | 8  | 16 | 25 | -9   |
| 18   | Independiente Medellín | 11  | 18 | 2  | 5 | 11 | 18 | 29 | -11  |

| Résultats (▼dom., ►ext.) | AME | HUI | NAC | BOY | CUC | QUI | TOL | CAL | PAS | PER | ENV | DIM | JUN | EQU | MIL | ONC | RCA | SFE |
| América de Cali          |     | 2-3 |     | 1-1 | 2-1 |     | 3-1 | 0-1 |     | 1-0 | 4-0 |     | 3-0 |     |     | 1-1 |     |     |
| Atlético Huila           |     |     | 3-3 | 0-1 | 1-2 |     | 0-2 | 1-0 | 2-0 |     |     |     |     |     | 2-1 | 0-0 | 3-1 |     |
| Atlético Nacional        | 0-2 |     |     | 2-1 |     | 0-1 |     | 1-2 |     | 1-1 | 1-1 | 0-0 |     |     | 1-0 | 0-2 |     |     |
| Boyacá Chicó             |     |     |     |     | 4-0 | 2-2 | 1-1 | 1-1 |     |     | 2-0 | 3-2 | 0-0 |     |     | 1-0 |     | 1-0 |
| Cúcuta Deportivo         |     |     | 2-2 |     |     |     | 2-0 |     | 1-0 |     | 1-0 | 1-0 | 0-0 | 0-0 |     |     | 2-0 | 2-1 |
| Deportes Quindío         | 2-0 | 0-2 |     | 2-0 | 0-1 |     | 1-1 | 0-1 |     | 0-2 | 0-1 |     |     |     |     | 2-1 |     |     |
| Deportes Tolima          |     | 0-1 | 2-1 |     |     |     |     |     | 2-0 |     |     | 1-0 | 1-0 | 1-0 | 3-1 |     | 2-1 | 2-0 |
| Deportivo Cali           | 1-1 |     |     |     | 0-0 |     | 0-1 |     |     |     |     | 3-1 | 2-1 | 3-0 |     | 2-1 | 2-1 | 2-2 |
| Deportivo Pasto          | 1-0 |     | 1-1 | 0-1 |     | 0-1 |     | 1-0 |     | 0-0 | 3-0 |     |     | 0-1 | 0-0 |     |     |     |
| Deportivo Pereira        |     | 3-1 |     | 4-0 | 0-1 |     | 2-0 | 1-0 |     |     | 4-2 |     | 1-3 | 3-5 |     | 0-1 |     |     |
| Envigado FC              |     | 2-0 |     | 1-1 | 1-0 |     | 1-0 | 3-3 |     |     |     | 2-1 | 3-2 | 1-0 |     | 1-1 |     |     |
| Independiente Medellín   | 1-3 | 2-1 | 1-2 |     |     | 1-4 |     |     | 1-1 | 3-0 |     |     |     |     | 1-1 |     | 1-1 | 2-2 |
| Atlético Junior          |     | 4-0 | 3-0 |     |     | 4-1 |     |     | 2-0 |     |     | 2-1 |     | 1-1 | 2-1 |     | 0-2 | 3-1 |
| CD La Equidad            | 3-0 | 0-0 | 1-0 |     |     | 2-1 |     |     | 1-3 |     |     | 1-0 |     |     | 1-1 |     | 0-0 | 1-0 |
| CD Los Millonarios       | 3-1 |     |     | 0-1 | 1-0 | 1-1 |     | 1-0 |     | 2-3 | 0-1 |     |     |     |     | 1-1 |     | 1-1 |
| Once Caldas              |     |     |     |     | 2-0 |     | 2-1 |     | 1-1 | 0-0 |     | 1-0 | 1-1 | 2-3 |     |     | 3-0 | 3-0 |
| Real Cartagena           | 1-0 |     | 1-0 | 6-3 |     | 2-2 |     |     | 2-1 | 3-1 | 2-1 |     | 0-2 |     | 0-0 |     |     |     |
| Independiente Santa Fe   | 1-0 | 3-1 | 1-1 |     |     | 2-3 |     |     | 1-0 | 2-1 | 1-1 |     |     |     | 1-1 |     | 1-0 |     |

### Phase finale

#### Demi-finales
Groupe A :
| Rang | Équipe          | Pts | J | G | N | P | Bp | Bc | Diff |  | Résultats (▼ dom., ► ext.) | OCa | Equ | Tol | Boy |
| ---- | --------------- | --- | - | - | - | - | -- | -- | ---- |  | -------------------------- | --- | --- | --- | --- |
| 1    | Once Caldas     | 10  | 6 | 3 | 1 | 2 | 11 | 10 | +1   |  | Once Caldas                |     | 2-3 | 2-0 | 2-1 |
| 2    | CD La Equidad   | 9   | 6 | 2 | 3 | 1 | 5  | 4  | +1   |  | CD La Equidad              | 1-1 |     | 1-0 | 0-0 |
| 3    | Deportes Tolima | 8   | 6 | 2 | 2 | 2 | 4  | 4  | 0    |  | Deportes Tolima            | 3-1 | 0-0 |     | 1-0 |
| 4    | Boyacá Chicó    | 5   | 6 | 1 | 2 | 3 | 4  | 6  | -2   |  | Boyacá Chicó               | 2-3 | 1-0 | 0-0 |     |

Groupe B :
| Rang | Équipe           | Pts | J | G | N | P | Bp | Bc | Diff |  | Résultats (▼ dom., ► ext.) | Jun | DCa | Cuc | Env |
| ---- | ---------------- | --- | - | - | - | - | -- | -- | ---- |  | -------------------------- | --- | --- | --- | --- |
| 1    | Atlético Junior  | 9   | 6 | 2 | 3 | 1 | 11 | 6  | +5   |  | Atlético Junior            |     | 2-2 | 3-0 | 3-0 |
| 2    | Deportivo Cali   | 9   | 6 | 2 | 3 | 1 | 8  | 7  | +1   |  | Deportivo Cali             | 2-2 |     | 1-2 | 2-1 |
| 3    | Cucuta Deportivo | 6   | 6 | 1 | 3 | 2 | 6  | 9  | -3   |  | Cucuta Deportivo           | 1-1 | 0-1 |     | 1-1 |
| 4    | Envigado FC      | 6   | 6 | 1 | 3 | 2 | 5  | 8  | -3   |  | Envigado FC                | 1-0 | 0-0 | 2-2 |     |

#### Finale
| Équipe 1    | Résultat | Équipe 2        | Aller | Retour |
| ----------- | -------- | --------------- | ----- | ------ |
| Once Caldas | 5 - 2    | Atlético Junior | 2 - 1 | 3 - 1  |

## Bilan de la saison
| Championnat de Colombie de football 2009 |                        |
| Champion                                 | Once Caldas (3e titre) |
| Qualifications continentales             |                        |
| Copa Libertadores 2010                   | Once Caldas            |
| Promotions et relégations                |                        |
| Promus en Copa Mustang                   | Aucun                  |
| Relégués en Copa Premier                 | Aucun                  |